# George Efstathiou
George Petros Efstathiou (Londres, 2 de setembro de 1955) é um astrofísico britânico, diretor do Instituto Kavli de Cosmologia na Universidade de Cambridge. Foi previamente Professor Saviliano de Astronomia na Universidade de Oxford.

## Educação
Efstathiou frequentou a Tottenham Grammar School. Estudou no Keble College (Oxford) e na Universidade de Durham, onde obteve um PhD em 1979.

## Prêmios e honrarias
Recebeu a Medalha Maxwell de 1990, e foi eleito membro da Royal Society (FRS) em 1994. Recebeu o Prêmio Dannie Heineman de Astrofísica de 2005. Recebeu o Prêmio Gruber de Cosmologia de 2011, juntamente com Marc Davis, Carlos Frenk e Simon White e a Medalha Hughes de 2015.